# Charles Fiterman

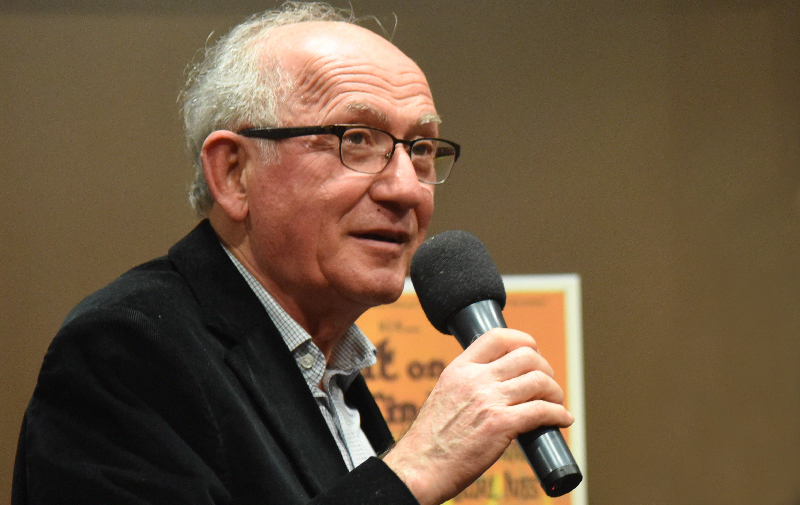
Charles Fiterman (März 2015)

Charles Fiterman (Geburtsname: Chilek Fiterman; * 28. Dezember 1933 in Saint-Étienne, Département Loire) ist ein ehemaliger französischer Politiker der Kommunistischen Partei Frankreichs (PCF), der unter anderem zwischen 1978 und 1981 sowie von 1986 bis 1988 Mitglied der französischen Nationalversammlung sowie von 1981 bis 1984 Verkehrsminister war.

## Leben
Fiterman, der aus einer polnisch-jüdischen Einwandererfamilie stammte, wurde nach der deutschen Besetzung Frankreichs nach dem Westfeldzug im Zweiten Weltkrieg 1942 in ein Lager nach Marlhes verbracht, während sein Vater im Mai 1944 ins KZ Auschwitz deportiert wurde. 1951 trat er der PCF als Mitglied bei und wurde im April 1965 Sekretär des PCF-Generalsekretärs Waldeck Rochet sowie 1972 von dessen Nachfolger Georges Marchais. 1973 wurde er zum Mitglied des Generalrates des Département Val-de-Marne gewählt und vertrat in diesem bis 1979 die Gemeinde Villejuif.
Als Kandidat der PCF wurde Fiterman am 19. März 1978 erstmals Mitglied der französischen Nationalversammlung und vertrat in dieser bis zum 22. Mai 1981 die Interessen des Département Val-de-Marne.
Am 23. Juni 1981 wurde er von Premierminister Pierre Mauroy als Nachfolger von Louis Mermaz als Verkehrsminister (Ministre des Transports) in das zweite Kabinett Mauroy berufen und bekleidete dieses Ministeramt auch im dritten Kabinett Mauroy vom 24. März 1983 bis zum 17. Juli 1984. Zugleich fungierte er vom 22. Juni 1981 bis zum 22. März 1983 als Staatsminister (Ministre d’État). Er gehörte damit neben Marcel Rigout als Minister für Berufsausbildung, Anicet Le Pors als Minister für Öffentlichen Dienst und Jack Ralite als Gesundheitsminister zu den vier Ministern der PCF, die nach dem Wahlsieg der Linken unter François Mitterrand an der zweiten Regierung von Pierre Mauroy beteiligt waren. 1982 setzte er als Verkehrsminister die Wiedereröffnung von vier im Personenverkehr geschlossenen Linien durch.
Diese Initiative ermutigte auch andere Regionen ihre Linien wieder eröffnen zu lassen, u. a. in der Bretagne die Bahnstrecke Auray–Quiberon. Im Juli 1984 beschloss die PCF die Regierung zu verlassen, um gegen die in ihren Augen neoliberale Ausrichtung der von der Parti socialiste (PS) gestellten Regierung zu protestieren.
Fiterman wurde am 16. März 1986 abermals für die PCF zum Mitglied der Nationalversammlung gewählt, vertrat nunmehr bis zum 14. Mai 1988 jedoch das Département Rhône. 1994 gehörte er neben Marcel Rigout, Jean-Pierre Brard und Gilbert Wasserman zu den Mitgründern der politischen Bewegung Convention pour une alternative progressiste (CAP), die die Kandidatur von Dominique Voynet bei der Präsidentschaftswahl 1995 unterstützte. Am 11. November 2003 wurde er Mitglied des Wissenschaftlichen Orientierungskomitees der von Dominique Strauss-Kahn, Michel Rocard und Pierre Moscovici gegründeten sozialdemokratischen Organisation À gauche, en Europe. 1998 trat er nach 47-jähriger Mitgliedschaft aus der PCF aus und wurde Mitglied der PS. Er gehörte zu den Befürwortern des Referendums zur Europäischen Verfassung am 29. Mai 2005, das jedoch von einer Mehrheit von 55,7 % der Abstimmenden abgelehnt wurde. Er engagiert sich als Mitglied des Verwaltungsrates der Denkfabrik Notre Europe - Institut Jacques Delors.

## Veröffentlichung
- Profession de foi. Pour l’honneur de la politique, Seuil, Paris 2005, ISBN 2-0206-1489-8